# بنفش بلوری
بنفش بلوری یا کریستال ویوله یا میتیل بنفش  (به انگلیسی: Crystal violet) با فرمول شیمیایی C
۲۵N
۳H
۳۰Cl یک ترکیب شیمیایی با شناسه پاب‌کم ۱۱۰۵۷ است. که جرم مولی آن 407.979 g mol-۱ می‌باشد. کریستال ویوله دارای خاصیت ضد باکتریایی، ضد قارچی و ضد التهابی است و در رنگ‌آمیزی گرم به کار می‌رود.